# バニーズ (1993年のパチンコ機)
『バニーズ』は、1993年2月にSANKYOが発売した、中央にバニーガールと曲線的に回転するドットデジタルが配置されているパチンコ機のシリーズ名。
バニーズⅠとバニーズⅡの2機種がある。

## 概要
確率変動機能を搭載した権利物タイプ。
機種ごとに権利獲得方法、権利回数が異なる。
バニーズⅠは図柄揃いで16Rを2回1セットの権利獲得となり、残り2回の当たりまで確率変動に突入する。
バニーズⅡは権利獲得法が2種類ある変則的な権利物タイプとなっている。1つは同図柄が揃った場合で、16Rの大当たりとなり残り2回の当たりまで確率変動に突入する。もう1つは「37」か「73」が揃った場合で、1R小当たりの権利獲得のみで、確率変動に突入しない。
バニーズⅡの確率変動時には通常（1/150）の5倍の確率（1/30）でデジタルの確率がアップする。大当たりだけでなく小当たり確率もアップしており、小当たりが出ても確率変動の回数が減ってしまうので、大当たり1回の出玉は当たりのパターンによって変わり、2,000〜6,000個の間となる。
また、2機種間の違いの1つとしては、ゲーム内容にそれほど影響ない箇所のゲージが変わっている。
バニーズⅡ同様の3回権利物タイプの同社の他の機種として1995年に発売されたマーメード(1995年2月)やパチーズへようこそ(1995年7月)がある。
バニーズⅡは小当たり終了後と大当たり終了後の一部で高確率状態に移行し、転落するまで早い回転数での当たりに期待が持てる機種であった。
また、バニーズⅡには当時攻略法が存在すると言われていた。手順は以下である。

1. 大当たり3回目が小当たりの時、（又は大当たりの16R目）左打ちしてデジタルを回す
2. リーチがかかったら即右打ちして回転体に玉を乗せる
3. デジタルが揃いVゾーンに玉が入る前にアタッカーが開けば成功
4. ラウンド数が16に戻り大当たりが1回多く取れる
—『パチンコ必勝ガイド 1993年6・6月号』p60
しかし、この攻略法は権利獲得後の確率変動状態で抽選を受けられるわけではなく、小当たり後の高確率状態に移行することによる恩恵で、当たりフラグを引いているだけで全ての当たり消化後に回していても同じ回転数で当たっていた可能性が高いものであった。

## スペック
- バニーズⅠ
  - 賞球数 7&15
  - 大当たり最高継続 16R
  - 大当たり確率 1/150

- バニーズⅡ
  - 賞球数 6&12
  - 大当たり最高継続 16R
  - 大当たり確率 1/150

## 図柄
- バニーズⅠ
  - 7、JP(当り図柄)
- バニーズⅡ
  - 1、2、4、5、6、8、9、J、Q、K(ハズレ図柄)
  - 3、7(当り図柄)

## 演出
左肩スルーを玉が通過すると役物上部の電チューが0.24秒開放する。この時に玉が入賞すると電チュー下のポケットに停留されて中央のドットデジタルが回転し、図柄が変動する。
変動終了後、停留していた玉が落下する。ハズレた場合はVゾーンにはフタがされているのでハズレ穴に落下するが、図柄が揃った場合はフタが動くことによりVゾーンへ入賞し、アタッカー開放の権利を獲得する。権利獲得後は右打ちで回転体役物に入賞させることにより中央役物下部のアタッカーが開放される。
台の特性上、保留機能はない機種である。
中央のドットデジタルは円盤のようになっていて、上から下へ動くタイプである。電チュー入賞時は左のデジタルから停止する。当たり図柄が左に停止するとリーチとなり、ほとんどの場合は右デジタルが失速＆加速のリーチアクションに移行する。この失速＆加速のリーチアクション発生時に各当たり図柄を2周通過した時は期待度が高い。
中央のバニーガールの役物は電チュー入賞時や大当たり後のアタッカー開放時に動くのが特徴である。アタッカー開放時には特に激しく動き、見ているものを楽しませた。

## コンシューマ移植
- Victory-ZONEシリーズ(PlayStation用)
  - 『Victory-ZONE』(ソニー・コンピュータエンタテインメント、1995年3月31日発売、SCPS10002、JAN-4948872100021)に収録。

## サウンドトラック
- 『パチンコ・ミュージック・フロム SANKYO FEVER WARS』 キングレコード、1998年8月21日。KICA-1217。
  - BGMが収録されている。